# Маракаси

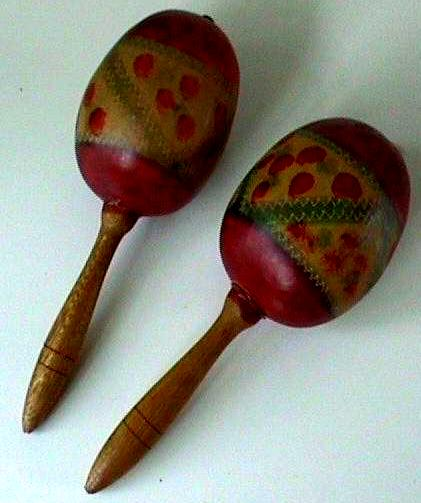
Цокотілі

Цокотілі (англ. maracas) — ударний латиноамериканський парний музичний інструмент з невизначеною висотою звуку з родини ідіофонів африканського походження. Це висушений плід кокосового горіху, гарбуза чи маленької дині з рукояткою і наповнений камінцями, сухими зернами маслин чи піском. Сучасні маракаси виготовляють з тонкостінних дерев'яних, металевих та пластикових куль, в які насипають горох чи дріб. Звук виникає завдяки потрушуванню і характеризується гострим шарудінням.
Партія маракасів записується на нитці хрестиками з відповідним ритмічним угрупуванням. В партитурі займає місце нижче партій гуїро, реко-реко або раганелли.